# Nowoczesny zespół Pampulha
Nowoczesny zespół Pampulha (port. Conjunto Arquitetônico da Pampulha) – projekt miejski w Belo Horizonte w stanie Minas Gerais w Brazylii. Został zaprojektowany przez Oscara Niemeyera na zlecenie Juscelino Kubitschka, ówczesnego prefekta Belo Horizonte i wzniesiony w latach 1942-44.
Juscelino Kubitschek zamierzał rozbudować rejon Pampulha, położony w północnej części miasta. Wykonanie projektu zlecił młodemu, ale już wówczas znanemu architektowi Oscarowi Niemeyerowi. Projekt obejmował zespół budynków wokół sztucznego jeziora Pampulha: kasyno, kościół, salę balową, klub golfowy i hotel. Niemeyer współpracował z inżynierem Joaquimem Cardoso oraz grupą artystów, m.in. Cândido Portinarim. Stworzyli oni innowacyjne formy architektoniczne, wykorzystując plastyczne właściwości betonu oraz połączyli ze sobą różne formy sztuk plastycznych, takie jak ceramika i rzeźba. O harmonijne połączenie budynków z otoczeniem zadbał architekt krajobrazu Roberto Burle Marx, projektując ogrody i ścieżki spacerowe.
Inauguracja większości budynków, poza hotelem, miała miejsce 16 maja 1943 r. w obecności prezydenta Getúlio Vargasa i gubernatora stanu Minas Gerais Benedito Valadaresa.  W 1957 r. kasyno przekształciło się w Muzeum Sztuki Pampulha.
W 2013 r. miasto Belo Horizonte zaczęło zabiegać o wpisanie zespołu Pampulha na listę światowego dziedzictwa UNESCO, miejsce przeszło gruntowną renowację i 17 lipca 2016 r. na 40. sesji odbywającej się w Stambule, w Turcji, Pampulha została wpisana na listę dziedzictwa UNESCO.

## Budynki

### Kościół
Kościół św Franciszka z Asyżu został zaprojektowany przez architekta Oscara Niemeyera w tzw. organicznym stylu nowoczesnym, w formie parabolicznej fali ze zbrojonego betonu. Jest to pierwsza budowla na liście nowoczesnych zabytków architektury w Brazylii.
Powstawaniu kościoła od początku towarzyszyły liczne kontrowersje. Pomimo zakończenia budowy w 1943 r.  nie został konsekrowany. Ówczesny arcybiskup Antonio dos Santos Cabral przeciwny jego artystycznej formie architektonicznej ogłosił, że "kościół jest niezdatny do celów religijnych". Po wielu wewnętrznych walkach pomiędzy państwem a kościołem, wyświęcono go ostatecznie w 1959 roku.

### Muzeum Sztuki (Museu de Arte da Pampulha - MAP)
Budynek Muzeum Sztuki powstał jako pierwszy z całego kompleksu architektonicznego i widać w jego kształcie wpływ Le Corbusiera, szczególnie w fasadzie wykonanej w trawertynu i szkła. W budynku do 30 kwietnia 1946 r. mieściło się kasyno, czyli do momentu, kiedy prezydent Eurico Gaspar Dutra zabronił gier hazardowych w całej Brazylii.
W 1957 r. kasyno przekształciło się w Muzeum Sztuki.
Zbiory muzeum liczą ok. 1500 przedmiotów, wśród nich dzieła brazylijskiej sztuki współczesnej autorstwa m.in. Alberto da Veiga Guignarda, Emiliano Di Cavalcanti, Ivana Serpy, Tomie Ohtake, Franza Weissmana i Amilcara de Castro.

### Casa do Baile
Casa do Baile (Sala Balowa) została zainaugurowana w 1943 r. i była popularnym miejscem rozrywki zamożnych klientów pobliskiego kasyna, ale po zamknięciu kasyna w 1946 r., sala z powodu braku gości również została zamknięta dwa lata później. Znajduje się na sztucznej wyspie, na którą można dotrzeć przez most o długości 11 m. Sala została ponownie otwarta w 2002 r. i dzisiaj mieści się tu Miejskie Centrum Urbanistyki, Architektury i Wzornictwa.

### Iate Tênis Clube
Zbudowano go w 1942 r. i nosił wówczas nazwę Klubu Golfowego, był miejscem rozrywki i sportu. W latach 60. władze miasta potrzebowały środków i postanowiły sprzedać kilka nieruchomości, jedną z nich był Klub Golfowy. Po przejściu w prywatne ręce dokonano tu kilku znaczących przeróbek. Oryginalny budynek ma kształt wychodzącej w jezioro łodzi, ale w latach 70. dobudowano aneks, gdzie mieści się siłownia, sala bankietowa, salon piękności oraz parking. Aneks był powodem, dla którego wpisanie zespołu Pampulha na listę dziedzictwa UNESCO było zagrożone. Władze miasta Belo Horizonte wywłaszczyły klub i dzięki temu mogły być dokonane niezbędne działania, aby spełnić kryteria UNESCO.

### Casa Kubitschek
Casa Kubitschek (Dom Kubitschka) został zaprojektowany w latach 40. i miał służyć jako weekendowa rezydencja Juscelino Kubitschka. Zbudowano go w nowoczesnym stylu, a ogrody i sady są autorstwa Burle Marxa. Dzisiaj znajduje się tu przestrzeń kultury oraz muzeum, w którym zgromadzono obiekty z czasów powstania budynku.